# Altise du maïs
Chaetocnema pulicaria
Espèce
L’altise du maïs (Chaetocnema pulicaria) est une espèce d'insectes coléoptères de la famille des Chrysomelidae, présente en Amérique du Nord (États-Unis et Canada).
Ce petit insecte noir long de 2 mm est le principal vecteur de la bactérie Pantoea stewartii, il est l'agent pathogène responsable de la flétrissure de Stewart, maladie endémique des cultures de maïs aux États-Unis.

## Dégâts
Les attaques des altises du maïs se traduisent par de fines et longues lésions en forme de griffures sur les feuilles du maïs. Elles transmettent la bactérie du flétrissement de Stewart. Les dégâts de nutrition n’entraînent pas par eux-mêmes de pertes de rendement car la feuille est impliquée à 20 % dans le rendement et le grain à 50 % et la tige (avec la fleur) 30 %. Le peu de feuilles que les altises attaquent n’a pas d’incidence sur les rendements. 

## Biologie
Les altises hivernent dans les 5 premiers centimètres du sol ou des couches de résidus de culture associée (tiges de blé/colza/maïs…). Elles sortent de leur lieu d’hivernation (les 5 premiers centimètres du sol) quand les températures atteignent 18 °C. La première période de grande activité correspond à la fin du mois de juin ou (sauf cas exceptionnel, les températures seraient plus élevée avant la fin du mois de juin). Les hivers doux favorisent la survie des altises et augmentent de ce fait le risque de transmission du flétrissement de Stewart.

## Lutte

### Surveillance
Il est difficile de dépister les altises du maïs et d’en évaluer les populations, elles sont très mobiles et elles vadrouillent d’une parcelle à l’autre sans problème. En parcourant les champs, surveiller attentivement les coléoptères sauteurs ou les signes de déprédations. Examiner au moins 10 plants dans 10 endroits différents et bien distincts de la parcelle. Prendre note des zones atteintes et du degré approximatif d’infestation. Surveiller de près les variétés sensibles, surtout entre la levée et le stade de la 5e feuille, car c’est à ce moment-là que les altises sont les plus visibles. 

### Seuils d'intervention
Il peut être nécessaire de faire une pulvérisation foliaire sur les variétés sensibles si plus de 10% des plants présentent des dégâts importants ou si l’on trouve plus de 2 altises par plant, car cela permet de réguler la population et de les éviter pour les années suivantes.